# La cosecha del dolor
La cosecha del dolor: la colectivización soviética y la hambruna de terror —cuyo título original es The Harvest of Sorrow: Soviet Collectivisation and the Terror-Famine— es un libro escrito en inglés por el historiador británico Robert Conquest, publicado en 1986. Fue escrito con la ayuda del historiador James Mace, joven investigador en el Instituto de Investigación de Ucrania, que, siguiendo el consejo del director del Instituto, empezó las investigaciones para el libro.
El libro trata de la colectivización de la agricultura en Ucrania y en otros lugares en la URSS, entre 1929 y 1931 bajo la dirección de Stalin y de la hambruna que resultó en 1932 y 1933. Millones de campesinos murieron de hambre, ejecutados o por la deportación a campos de concentración. Conquest sostuvo la opinión de que la hambruna fue un genocidio planeado.

## Recepción
David R. Marples señala la diferencia de puntos de vista entre la comunidad académica de Ucrania y la de Occidente. En 1983 fue el 50 aniversario de la hambruna y un "hito para los estudios de la hambruna en occidente". Marples señala que "el libro de Conquest  fue generalmente bien recibido, aunque Conquest admitió que había carecido de fuentes para confirmar sus estimaciones de las cifras de muertos".
La tesis de Conquest que el hambre fue un genocidio e infligida deliberadamente es discutida. Aceptando gran parte de las tesis del libro, Geoffrey A. Hosking escribió que "sin embargo la investigación de Conquest estableció fuera de toda duda que la hambruna fue deliberadamente infligida [a Ucrania] por razones étnicas, y que se realizó con el fin de socavar a la nación ucraniana". Peter Wiles, de la London School of Economics, dijo que "Conquest había adoptado la opinión de los exiliados ucranianos [sobre los orígenes de la hambruna de 1932-1933] y que le había resultado convincente."
En una reseña del libro en el New York Times Craig Whitney disintió de su tesis. Escribió que "en este libro es claro que el autor se ha puesto de parte de sus fuentes ucranianas en este asunto, a pesar de que gran parte de la evidencia no las sustenta bien". Alec Nove, aunque elogia el libro en general, también criticó a Conquest por estar "inclinado a aceptar el mito nacionalista de Ucrania".
Más tarde los académicos se dividieron sobre la cuestión. Marples afirma que "Hiroaki Kuromiya señala que aquellos que examinan la hambruna desde una perspectiva general soviética minimizan cualquier factor específicamente ucraniano, mientras que los especialistas en Ucrania apoyan en general la idea de una hambruna genocida".
Marples escribe que el "trabajo más importante entre los que sostienen que la hambruna no fue genocida" la mayoría es el de R. W. Davies and S. G. Wheatcroft, en el que se citan una carta de Conquest afirmando que "no cree que Stalin infligiera deliberadamente la hambruna de 1933".